# Westholm (släkt)
Westholm är en svensk släkt vars äldste kände stamfader är borgaren i Västerås Hans Olofsson (1683/84–1765), vilkens barn antog namnet Westholm. Från yngste sonen Daniel Westholm (1721–1796) härstammar alla släktmedlemmar. Daniel var rådman och handelsman i Västerås. 

## Medlemmar
- Alfred Westholm (1832–1904), svensk präst
- Alfred Westholm (1862–1945), svensk filolog
- Alfred Westholm (1904–1996), svensk arkeolog
- Karl Gustaf Westholm (1864–1935), svensk jurist
- Sigurd Westholm (1871–1960), svensk arkitekt
- Sten Westholm (1898–1986), svensk arkitekt